# بی‌بی‌سی آلبا
بی‌بی‌سی آلبا (انگلیسی: BBC Alba) یک شبکه تلویزیونی دیجیتال است که به زبان گیلیک اسکاتلندی برنامه پخش می‌کند.
این شبکه که متعلق به بی‌بی‌سی و ام‌جی آلبا است در سال ۲۰۰۸ میلادی تأسیس شده‌است.

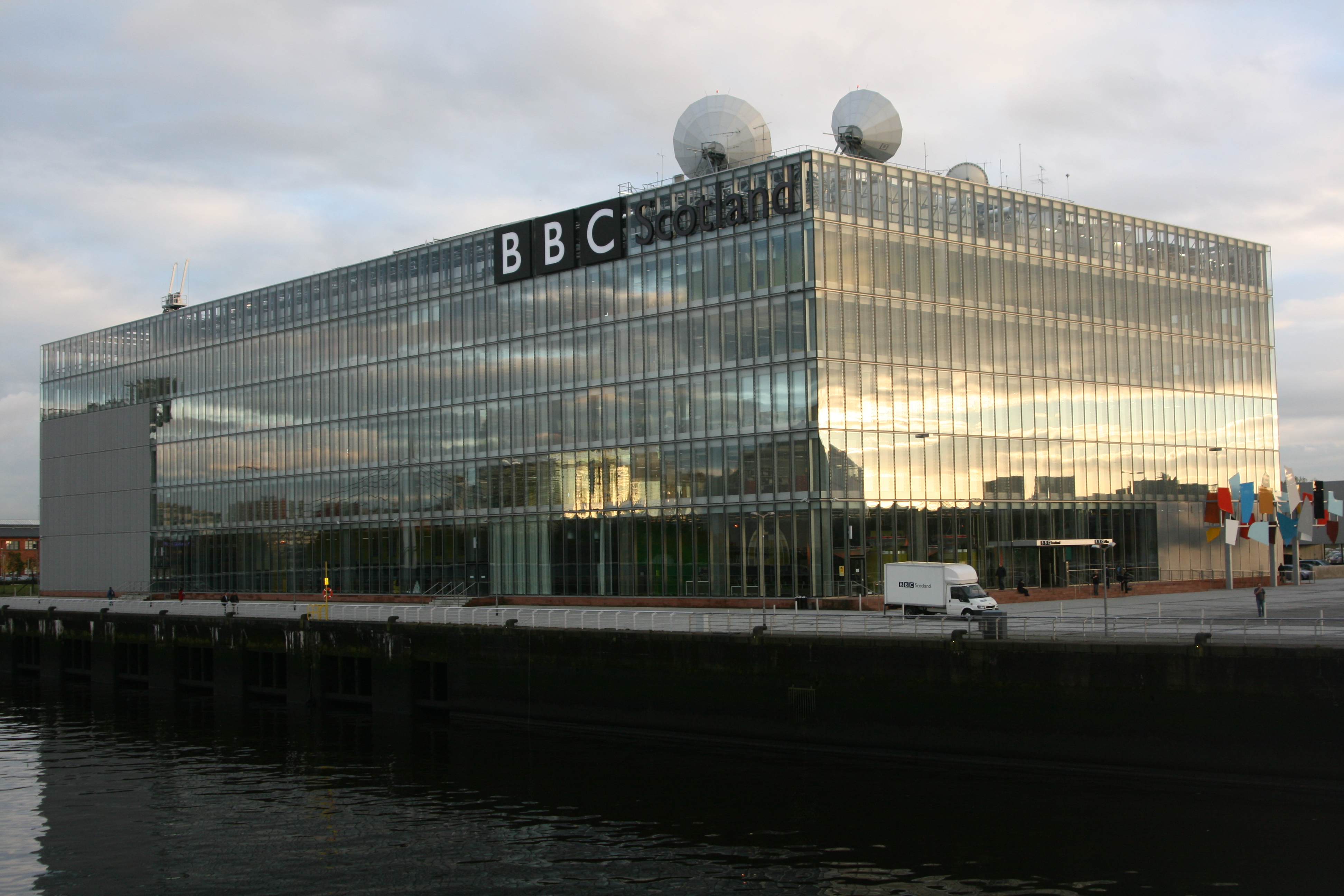
ساختمان بی‌بی‌سی در اسکاتلند.